# 대전전민중학교
대전전민중학교(大田田民中學校)는 대한민국 대전광역시 유성구 전민동에 있는 공립 중학교이다.

## 학교 연혁
- 1994년 2월 1일 : 대전전민중학교 설립(9학급)
- 1994년 3월 1일 : 제1대 김동락 교장 취임
- 1994년 3월 5일 : 개교 및 입학식(5학급 200명)
- 1996년 12월 31일 : 30학급 인가
- 2013년 : 학교체육 활성화 연구 시범학교 운영
- 2024년 1월 5일 : 제30회 졸업식(215명, 총 졸업생 7,953명)
- 2024년 3월 1일 : 제14대 전혜옥 교장 부임
- 2024년 3월 4일 : 2024학년도 입학식(8학급 220명)

## 참고 자료
- 대전전민중학교 - 한국교육학술정보원 학교알리미